# Plutonium
Plutonium is een scheikundig element met symbool Pu en atoomnummer 94. Het is een zilverwit actinoïde.

## Ontdekking
In 1940 is plutonium ontdekt door Glenn Seaborg, Edwin McMillan, J. W. Kennedy en A. C. Wahl aan de Universiteit van Californië - Berkeley nadat zij uranium bombardeerden met deuterium in een cyclotron, maar deze ontdekking is geruime tijd geheim gebleven wegens de militaire toepasbaarheid (zie onder).
Plutonium is genoemd naar de dwergplaneet (toen nog een planeet) Pluto. Hiermee werd een traditie voortgezet, want de twee voorafgaande elementen heten uranium naar Uranus en neptunium naar Neptunus. De elementen hebben overigens niets te maken met de planeten.
De naam Plutonium voor het scheikundig element met atoomnummer 94 werd officieel gemaakt op 21 maart 1942.

## Productie
Plutonium-239 ontstaat als uranium-238 een snel neutron invangt. Zo wordt in een kernreactor met als kernbrandstof verrijkt uranium, als nevenproces een klein deel van het uranium-238 door neutronen die zijn uitgestoten bij het splijten van uranium-235, omgezet in plutonium-239. Dit kan achteraf uit de bestraalde kernbrandstof bij het opwerken worden gewonnen. Plutonium-239 kan zo doelbewust geproduceerd worden, of een al dan niet gewenst nevenproduct zijn. Opwerkingsfabrieken staan in Engeland, Frankrijk, Rusland, China en Japan.

## Toepassingen
Plutonium wordt gebruikt in een type kernsplijtwapen, de plutoniumbom (ook in een kernfusiewapen dat deze als onderdeel heeft). 
Voor het Manhattanproject zijn er tijdens de Tweede Wereldoorlog kernreactoren gebouwd om het plutonium te produceren dat nodig was voor de twee plutoniumbommen Trinity (voor het testen van dit type bom) en Fatman (de daadwerkelijk gebruikte). Men gebruikte plutonium omdat er slechts één atoombom gemaakt kon worden met uranium, door de beperkte beschikbaarheid van uranium en de zeer bewerkelijke en kostbare verrijking ervan. De eerste kernexplosie in de geschiedenis staat dus op naam van een plutoniumbom.
Tijdens de Koude Oorlog is er zowel door de Sovjet-Unie (in Majak, Seversk en Zjeleznogorsk) als door de Verenigde Staten naar schatting 300 ton plutonium geproduceerd, hoofdzakelijk voor toepassing in kernwapens. Sinds 1982 is mede als gevolg van het non-proliferatieverdrag de ontmanteling van deze wapens begonnen en wordt plutonium steeds vaker voor vredelievende toepassingen gebruikt. De VS en de Russische Federatie zijn onderling overeengekomen om elk 34 ton van hun overtollig geworden kernwapen-plutonium te verwijderen.
Plutonium wordt niet alleen gebruikt voor het nut dat het heeft, maar ook om het veilig kwijt te raken. Het kan worden gemengd met verrijkt uranium tot MOX-brandstof voor kernreactoren. Dezelfde kernreactoren die werken op verrijkt uranium, kunnen met beperkte aanpassingen deels ook deze kernbrandstof gebruiken. In Europa zijn er 50 kerncentrales die een vergunning voor MOX hebben, in 32 kerncentrales wordt MOX daadwerkelijk gebruikt. Bijvoorbeeld in België is intussen al het plutonium al hergebruikt. België is gestopt met opwerken van splijtstof, zodat er geen nieuw plutonium meer bij komt.
In ruimtesondes zoals Voyager, Galileo en Cassini wordt stroom opgewekt door verval van radioactieve isotopen zoals plutonium-238. De generator wordt een thermo-elektrische radio-isotopengenerator (afgekort RTG) genoemd. Ook apparatuur die door het Apolloprogramma op de Maan werd achtergelaten draaide op een RTG. Het in 2011 door NASA gelanceerde voertuig Curiosity, dat het oppervlak van de planeet Mars onderzoekt, verkrijgt zijn energie uit een verbeterd soort RTG, dat de naam MMRTG draagt. De MMRTG van Curiosity wordt gevoed door 4,8 kg plutonium-238. Een RTG levert een gering vermogen, maar gaat lang mee. Een MMRTG levert meer energie dan een RTG maar gaat minder lang mee.

## Opmerkelijke eigenschappen
In zuivere vorm is plutonium een zilverwit metaal, maar door oxidatie aan de lucht verandert dat snel in geel. Door spontaan verval met uitstraling van α-deeltjes voelt plutonium altijd warmer aan dan de omgeving. In grote hoeveelheden kan het zelfs water doen koken. In waterige oplossingen kan plutonium als vier verschillende ionen voorkomen: Pu3+ (blauw), Pu4+ (geel-bruin), PuO2+ (roze-oranje) en PuO+ (roze, maar ion is instabiel).

## Verschijning
De halveringstijd van alle isotopen is vele malen korter dan de levensduur van de aarde, daardoor komen ze van nature vrijwel niet meer voor. Het weinige natuurlijke plutonium wordt in zeer lage concentraties aangetroffen in uraniumerts. Plutonium wordt kunstmatig geproduceerd voor gebruik als splijtstof in kernreactors. Jaarlijks wordt wereldwijd ongeveer 20.000 kg geproduceerd.

## Isotopen
| Stabielste isotopen | Stabielste isotopen | Stabielste isotopen | Stabielste isotopen | Stabielste isotopen | Stabielste isotopen |
| Iso                 | RA (%)              | Halveringstijd      | VV                  | VE (MeV)            | VP                  |
| ------------------- | ------------------- | ------------------- | ------------------- | ------------------- | ------------------- |
| 236Pu               | syn                 | 2,86 j              | α                   | 5,867               | 232U                |
| 238Pu               | syn                 | 87,7 j              | α                   | 5,593               | 234U                |
| 239Pu               | syn                 | 2,4110×104 j        | α                   | 5,245               | 235U                |
| 240Pu               | syn                 | 6564 j              | α                   | 5,256               | 236U                |
| 242Pu               | syn                 | 3,733×105 j         | α                   | 4,984               | 238U                |
| 244Pu               | syn                 | 8,08×107 j          | α                   | 4,666               | 240U                |

Van plutonium zijn 21 radioactieve isotopen bekend. Plutonium-244 is met een halveringstijd van ruim 80 miljoen jaar het stabielst. Plutonium-242 en plutonium-239 hebben een halveringstijd van respectievelijk ruim 373 duizend en 24 duizend jaar. Alle overige isotopen halveren in minder dan 7000 jaar.

## Toxicologie en veiligheid
Plutoniumverbindingen zijn giftig. De chemische toxiciteit van plutonium is vergelijkbaar met die van andere zware metalen. Plutonium is daarmee vergelijkbaar met lood. Zelfs met inachtneming van de stralingstoxiciteit is radium giftiger dan plutonium.
Het gevaar schuilt met name in de stralingstoxiciteit. Ingeademd plutoniumstof, zelfs in zeer kleine hoeveelheden, zou in de longen jarenlang schade kunnen aanrichten en uiteindelijk na jaren tot tientallen jaren longkanker veroorzaken. Bij grotere doses kan acute stralingsziekte een rol spelen.